# Johannes Pjetursson
Peter Frederik Eskild Johannes Pjetursson (* 2. August 1869 in Appat; † 23. September 1932 in Ikerasaarsuk) war ein grönländischer Landesrat.

## Leben
Johannes Pjetursson war der Sohn des isländischen Bootsführers Gudbrandur Pjetursson (Guðbrandur Pétursson; um 1830–1889) und seiner grönländischen Frau Antonie Ane Inger Schultz (1842–1890). Seine Schwester war mit dem Dänen Søren Nielsen (1861–1932) verheiratet, über den er der Onkel der Landesräte Jens Nielsen (1887–?) und Hans Nielsen (1891–?) war. Er selbst war seit dem 6. April 1892 verheiratet mit Justa Hedvig Benigne Abigael Mathiassen (1869–?), Tochter von Hans Lars Amosen (1834–?) und seiner Frau Mariane Sofie (1843–?). Das Paar hatte mehrere Kinder.
Johannes Pjetursson war ein Jäger aus Appat, der 1898 nach Norden nach Ikerasaarsuk übersiedelte. Er saß von 1927 bis 1932 im nordgrönländischen Landesrat. Er starb nur wenige Monate nach Ende der Legislaturperiode im Alter von 63 Jahren.